# Andrei Darjewitsch Mirsabekow
Andrei Darjewitsch Mirsabekow, russisch Андрей Дарьевич Мирзабеков, englische Transkription Andrei Darievich Mirzabekov, (* 19. Oktober 1937 in Baku; † 13. Juli 2003) war ein russischer Molekularbiologe, bekannt für die Entwicklung der Biochip-Technologie.
Mirsabekow erwarb 1962 seinen Abschluss am Institut für feinchemische Technologie in Moskau, wurde 1965 promoviert und habilitierte 1973 (russischer Doktortitel). 1984 bis 2004 war er Direktor des Engelhardt-Instituts für Molekularbiologie in Moskau, an dem er seit 1961 tätig und ab 1973 Laborleiter war.
1967 war er Gastwissenschaftler am Institut für Organische Chemie und Biochemie der Akademie der Wissenschaften in Prag, 1971 am MRC Laboratory for Molecular Biology in Cambridge und 1975/76 am Caltech und an der Harvard University.
1996 bis 2000 war er Direktor des Microarray-Programms des Argonne National Laboratory in Chicago, das allerdings in Streit der beteiligten Partner um Rechte endete. Mirzabekow entwickelte am Argonne Laboratory mit David Stahl von der University of Washington die MAGIChip Technologie (Microarrays of Gel-immobilized Compounds on a chip).
Mirsabekow war früh in der Entwicklung der Sequenzierungstechnologie sowie der DNA- und RNA-Technologie in der UdSSR aktiv.
1988 entwickelte er die Gel Drop Microarray Technologie, einer Technologie mit Anwendungen in der DNA-Chip-Technologie. Ausgehend davon befasste er sich mit der Entwicklung von Biochips und deren Anwendung, zum Beispiel SHOM (Sequencing by hybridization to oligonucleotide microchips). Sequenzierung von DNA durch Hybridisierung mit Oligonukleotiden führte er schon 1988 ein. Von ihm stammen über 250 Publikationen und über 30 Patente.
Er war Mitglied der Russischen Akademie der Wissenschaften (korrespondierendes Mitglied 1981, volles Mitglied 1987), Mitglied der Leopoldina (1998) und der Academia Europaea und Ehrenmitglied der Fundacion Valenciana de Estudios Avanzados. 1969 erhielt er den Staatspreis der UdSSR für Wissenschaft und Technik (für die Teilnahme an der Sequenzierung der t-RNA für die Aminosäure Valin, unter Leitung von Alexander Alexandrowitsch Bajew), 1999 die Engelhardt-Goldmedaille der Russischen Akademie der Wissenschaften und 1989 die Gregor-Mendel-Medaille. 2004 wurde er postum in die Ehrenlegion aufgenommen.
1989 bis 1994 war er Vizepräsident der Human Genome Organization. Seit 1988 war er Vizepräsident des russischen Human Genome Project.